# Дьяково (Грязовецкий район)
Дьяково — деревня в Грязовецком районе Вологодской области.
Входит в состав Юровского муниципального образования, с точки зрения административно-территориального деления — в Покровский сельсовет.
Расстояние до районного центра Грязовца по автодороге — 16,2 км, до центра муниципального образования Юрово по прямой — 12 км. Ближайшие населённые пункты — Погиблово, Скородумка, Чернецкое.
По переписи 2002 года население — 3 человека.